# Eberhard Knopf
Leopold Wilhelm Georg Eberhard Knopf (* 24. April 1858 in Wernigerode; † 2. Mai 1945 in Hamburg) war ein deutscher Schmied, Gastwirt und Kinobetreiber.

## Leben und Wirken
Eberhard Knopf war der Sohn von Leopold Wilhelm Eberhard Knopf und dessen Gattin Henriette Christiane, geborene Riemenschneider. Er besuchte die Schule, machte eine Berufsausbildung als Schmied und ging anschließend auf Wanderschaft. Um 1890 zog er nach Hamburg, wo er im Gaststättengewerbe auf St. Pauli arbeitete. 1900 eröffnete er mit „Eberhard Knopf’s Konzert- und Automatenhaus“ ein eigenes Lokal am Spielbudenplatz 21. Neben musikalischer Unterhaltung zeigte Knopf hier auch bewegte Bilder. Es handelte sich anfangs um kurze Filmstreifen, die in einem automatischen Kinetoskop abliefen. Am 20. Februar 1900 präsentierte Knopf erstmals das „Lebende Laufbild“. Er zeigte dabei um drei 25 bzw. 30 Meter lange Kurzfilme, die mittels eines Apparates projiziert wurden. Knopf hatte somit das erste feste Kino in Hamburg eröffnet. Knopf erwarb die Filme käuflich und spielte die Bänder ab, bis sie unbrauchbar geworden waren. In der Anfangszeit bot er kein wechselndes Programm an, jedoch bald darauf zusätzlich kurze Spielfilme.
Da das Filmtheater in Knopfs Konzert- und Automatenhaus gut angenommen wurde, reichten die ungefähr 600 Sitzplätze schnell nicht mehr aus. Knopf kaufte weitere Häuser am Spielbudenplatz 19 und 20, die zuvor als „Spiegelsäle“ und für die „Hagenbeck'sche Raubtierschau“ genutzt worden waren. Das Kino bot nun Platz für 1100 Zuschauer und verfügte über eine Ölheizung. Knopf verwendete die seinerzeit modernsten Vorführgeräte der Leitz-Werke aus Wetzlar. Am 3. November 1908 wurde er Mitglied des hamburgischen Staatsverbands. 
Während des Ersten Weltkriegs pflegte Knopf aufopferungsvoll verwundete Personen. Nach Kriegsende 1919 wandelte er das Kino in eine GmbH um und übernahm selbst die Geschäftsführung. Sieben Jahre später liquidierte er das Unternehmen; Martha Struckmeyer führte die Geschäfte gemeinsam mit ihrem Mann fort.
Eberhard Knopf starb Mitte 1945 in seinem Alterswohnsitz in Hamburg-Bergedorf. Das Kino wurde während des Zweiten Weltkriegs nahezu nicht beschädigt und bis Anfang der 1970er für Filmvorführungen genutzt. Anschließend wurde es zu einem Erotik-Kino umfunktioniert. Seit 1988 ist in den Räumen die Diskothek Docks zu finden.
Die Grabstätte Eberhard Knopfs auf dem Friedhof Ohlsdorf liegt im Planquadrat Q 8 oberhalb des Hamburgischen Gedächtnisfriedhofs.